# Lyon-Lagnieu
Lyon-Lagnieu est une compétition automobile organisée par le Véloce Club de Lagnieu dans l'Ain reliant Lyon à Lagnieu. La première édition a eu lieu le 2 août 1896. Une autre édition a été courue en 1898.

## Première édition, 1896
140 personnes se sont engagées pour le premier dimanche du mois d'août, et 99 prennent finalement le départ avec un temps superbe, essentiellement des cyclistes, tous arrivés dès 7 heures du matin. Le chemin est relativement court et peu sélectif en soi, pour une cinquantaine de kilomètres. La particularité réside dans le fait que la course est ouverte à des véhicules à quatre roues (cat. III), des tricycles (cat. II, dits tricars outre-Manche), et à des bicyclettes (cat.I, sans moteur) venues en grand nombre. Les départs se font route de Villeurbanne devant le restaurant David par petits groupes à partir de 7 heure 30, toutes les 30 secondes, grâce au Cyclophile Villeurbannais, sauf pour les cyclistes qui partent alignés en files pour former un peloton qui va gravir d'emblée la côte du Mollard où les attend déjà une foule de curieux matinaux devant le restaurant Convert. La course se déroule ensuite au milieu d'une affluence considérable. Finalement, la voiture la plus rapide accuse un retard de 14 minutes sur le tricycle de Collomb, arrivée tout de même à près de 30 km/h de moyenne horaire. L'après-midi est l'occasion d'organiser plusieurs courses de vitesse cyclistes, dont une professionnelle gagnée par Grua. La Société musicale de Lagnieu anime la journée, avec le soutien de celle de « L'Élan Gaulois ». Toute la ville est en fête. Un banquet — avec de nombreux toasts portés à l'hôtel Ponthus — et un feu d'artifice clôturent l'évènement.
La course présente trois catégories répertoriées :
- bicyclettes (cat. I) ;
- tricycles (cat. II) ;
- quadricycles (cat. III).

### Palmarès

#### Bicyclettes
1. Terrin (en 1 h 15 min)
2. Jacquier
3. Toitips
4. Elvrès
5. Bonhomme
6. Baudray
7. Simpson
8. Schmeltz
9. Billaz
10. Chatras

La seule bicyclette à pétrole de l'épreuve, celle de Osmond, finira par abandonner.

#### Tricyles
1. Joseph Collomb, en 1 h 29 min sur un tricycle De Dion-Bouton à pétrole (à 33,707 km/h de moyenne horaire).
Le temps du deuxième, Mottet (également sur De Dion-Bouton) n'est pas indiqué.

#### Quadricycles
| Rang | Pilote         | Voiture*           | Temps      | Moyenne horaire |
| ---- | -------------- | ------------------ | ---------- | --------------- |
| 1    | Alphonse Eldin | Peugeot            | 1 h 43 min | 29,126 km/h     |
| 2    | Pansu          | Benz               | ?          | ?               |
| 3    | Marcet         | Peugeot            | ?          | ?               |
| 4    | Christy        | Benz               | ?          | ?               |
| 5    | Manière        | Benz               | ?          | ?               |
| 6    | André Michelin | Panhard & Levassor | ?          | ?               |

(* les six premiers arrivants sont mus au pétrole)

## Deuxième édition, 1898
À nouveau organisée par le VC Lagnieu — avec le concours du journal Lyon républicain —, l'édition 1898 se court le 24 juillet 1898 et est dotée de 2 500 francs de prix. Cette édition concerne automobiles, motocycles et bicyclettes. Le parcours "bicyclettes" partait de Villeurbanne via Pont-de-Chéruy. Celui "automobiles & motocycles" partait de Saint-Clair puis passait par Montluel, Meximieux et Saint-Denis-en-Bugey.

### Palmarès

#### Automobiles
1. Kraentner (en 1 h 01 min 03 s)[8]
2. Schneider (sur une Rochet-Schneider[9])
3. Lara
4. Tortue
5. Dieuderichs
6. Mieusset

#### Motocycles
1. Léveillé (en 1 h 18 min 07 s)[8]
2. Camus
3. Charvieux
4. Sedin

#### Voiturettes
1. Jacquemin (en 1 h 20 min 09 s)[8]
2. David
3. Martin
4. David père

## Éditions suivantes
Les éditions suivantes ne semblent avoir été dédiées qu'au cyclisme sans aucune compétition automobile ou motocycliste : c'est notamment le cas en 1903.